# Žvava-Kvara
Žvava-Kvara také zvaná Žove-Kvara nebo Žoekvara (abchazsky Жәҩакәара, Žuvjakvara, gruzínsky ჟოეკვარა, Žovekvara, rusky Жвава-Квара) je horská řeka v západní Abcházii, v okrese Gagra. Je dlouhá 20 km, povodí má rozlohu 72 km² a od pramene teče ke svému ústí do Černého moře jihozápadním směrem.

## Průběh toku
Pramen se nachází ve vápenci na západním svahu zhruba 150 metrů od bezejmenného vrcholu Gagrského hřbetu, jenž se nachází v nadmořské výšce 2495 m n. m, nedaleko o něco vyššího vrcholu Arabika, k němuž vede turistická cesta Uročišče Berčil (Урочище Берциль). Z prudkého svahu stéká po asi 5 kilometrech do hlubokého, zalesněného a malebného kaňonu, kde se do Žvavy-Kvary vlévají další pramínky, a tak se tam z malého potůčku stává řeka. Ústí do Černého moře ve městě Gagra v její městské části Abaata.

## Výzkum
V roce 1951 byl na této řece proveden hydrologický výzkum dle programu vyhlášeném Vrchním ředitelstvím hydrometeorologické služby při Radě lidových komisařů SSSR. V roce 1961 byl na řece Žvava-Kvara zhruba 300 m od ústí do moře v nadmořské výšce 6,98 m umístěn vodočet s limnigrafickou stanicí, provozovanou společností Tbilgidep (Тбилгидэп). 